# Administration autonome turque de Chypre
1974–1975
Entités précédentes :
- Administration provisoire turque de Chypre

Entités suivantes :
- État fédéré turc de Chypre

L'Administration autonome turque de Chypre était le gouvernement provisoire proclamé par les Chypriotes turcs dans l'île de Chypre, en place de 1974 jusqu'à la proclamation de l'État fédéré turc de Chypre en février 1975.

## Histoire
Après l'opération à Chypre des Forces armées turques le 20 juillet 1974, l'Administration provisoire turque de Chypre devient l'Administration autonome turque de Chypre le 1er octobre 1974. L'administration provisoire possédait son propre parlement et système judiciaire. Rauf Denktaş fut le président de l'administration provisoire.
Le 13 février 1975, l'Assemblée de l'administration chypriote turque autonome annonce, par un vote unanime, la création de l'État fédéré turc de Chypre.